# 関ケ原町役場
関ケ原町役場（せきがはらちょうやくば）は、地方公共団体である岐阜県不破郡関ケ原町の組織が入る施設（役場）。

## 概要

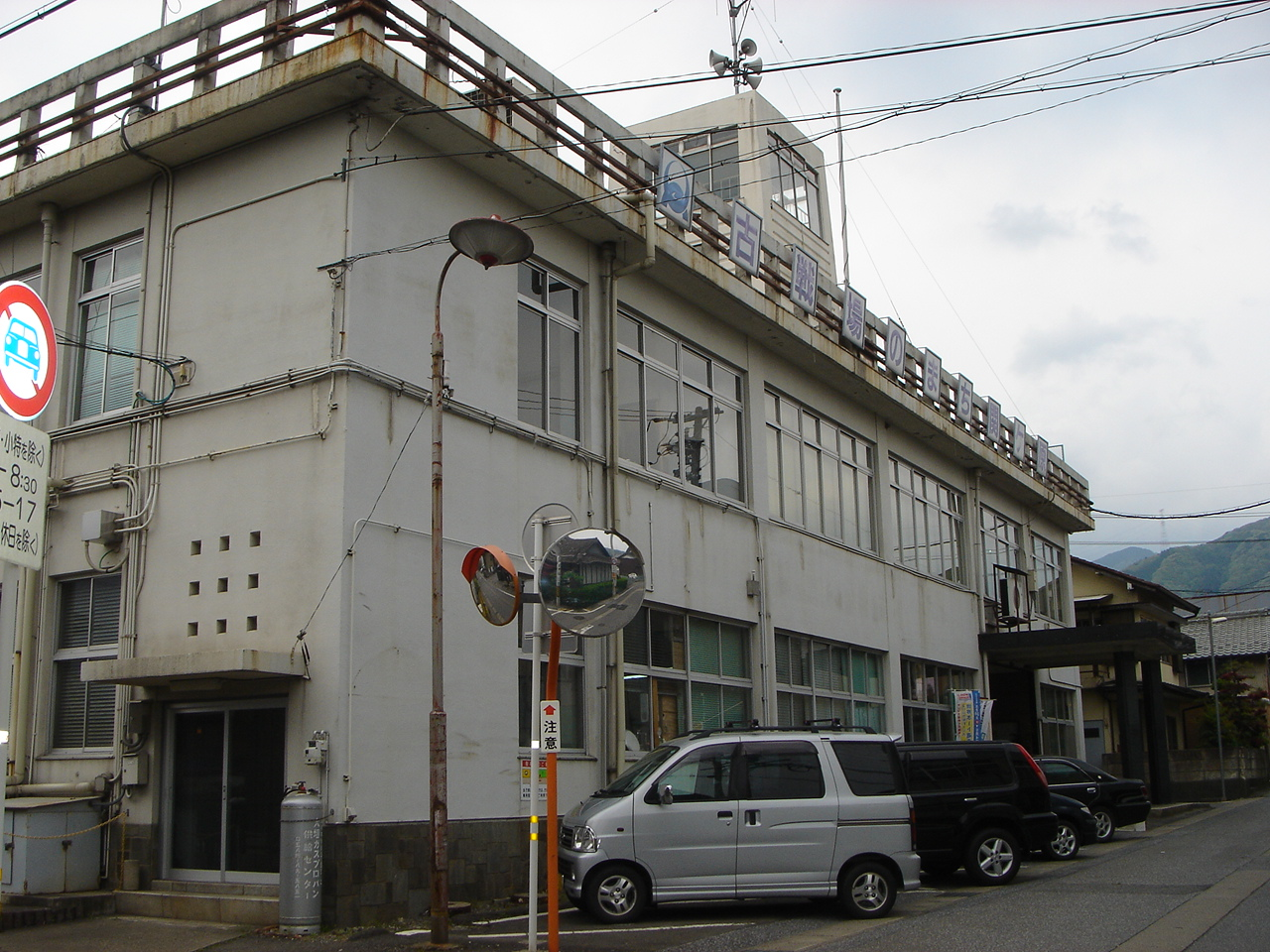
旧庁舎（2005年4月撮影）

現在の庁舎は2007年（平成19年）に完成。同年7月17日より業務を開始している。
災害時の防災拠点の役割を担うために、基礎部分は免震構造となっている。また敷地内には貯水量40ｔの緊急飲料水備蓄タワーを備える。
省資源、省エネルギーを考慮した建物であり、Lowe複層ガラスなどのエコガラスや外断熱構造を使用している。また、PC梁を用いたロングスパン化により、建物の中央部に柱が一切ない構造となっている。これは組織の再編などによるレイアウト変更が容易に可能とするためである。

## 業務時間
月曜日から金曜日の8時30分から17時15分（土曜日・日曜日・祝日・年末年始を除く）。

## 業務内容

### 3階
- 議場
- 議会事務局

### 2階
- 総務課
- 産業建設課
- 水道環境課
- 学校教育課
- 社会教育課

### 1階
- 住民課
- 地域振興課
- 税務課

## 周辺施設
- 陣場野公園（関ヶ原の戦い徳川家康最後陣地跡）
- 岐阜関ケ原古戦場記念館
- 関ケ原町歴史民俗学習館
- 関ケ原戦国甲冑館
- 関ケ原ふれあいセンター・ふれあい図書館

## 交通アクセス
- JR東海道本線「関ケ原駅」下車、徒歩で約6分。
- 関ケ原町ふれあいバス「関ケ原町役場」バス停より徒歩ですぐ。